# Heptacarpus layi
Heptacarpus layi är en kräftdjursart som först beskrevs av Richard Owen 1839.  Heptacarpus layi ingår i släktet Heptacarpus och familjen Hippolytidae. Inga underarter finns listade i Catalogue of Life.